# Malacoptila semicincta
Malacoptila semicincta е вид птица от семейство Bucconidae.

## Разпространение
Видът е разпространен в Боливия, Бразилия и Перу.